# Ulrich Eicke
Ulrich Eicke, född den 18 februari 1952 i Wuppertal, Tyskland, är en västtysk kanotist.
Han tog OS-guld i C-1 1000 meter i samband med de olympiska kanottävlingarna 1984 i Los Angeles.